# Clean Bandit
Clean Bandit là một nhóm nhạc điện tử được thành lập tại Cambridge, Anh Quốc vào năm 2009. Nhóm nhạc bao gồm các thành viên: Jack Patterson, Luke Patterson, Grace Chatto, Milan Neil Amin-Smith.
Đĩa đơn "Mozart's House" được phát hành vào năm 2013 thông qua hãng Black Butter Records của nhóm đã đạt đến vị trí thứ 17 trên UK Singles Chart. Vào tháng 1 năm 2014, nhóm cho phát hành đĩa đơn "Rather Be" đạt vị trí đầu bảng UK Singles Chart trong 4 tuần liên tiếp. Vào năm 2014, bài hát này tiếp tục đạt đến top 10 Billboard Hot 100, trở thành đĩa đơn đầu tiên của họ đạt được thành tích trên.

## Sự nghiệp âm nhạc

### 2006–2012: Thành lập và bắt đầu sự nghiệp
Các thành viên Jack Patterson, Grace Chatto, và Milan Neil Amin-Smith gặp nhau lúc còn đang học tại trường Jesus College, thuộc Trường Đại học Cambridge. Vào thời điểm đó, Amin-Smith là người đứng đầu của một nhóm đàn dây gồm 4 người cùng Chatto. Chatto lúc đó đang là bạn gái của Patterson và Patterson ghi âm những phần trình diễn của Chatto. Anh bắt đầu phối những bản thu âm đó với nhịp trống và nhiều nhạc cụ điện tử khác mà anh tạo nên và đưa cho Chatto nghe thử và cô yêu thích chúng. Một trong những người bạn của họ, Ssegawa-Ssekintu Kiwanuka, viết lời nhạc cho bản thu âm đó và bài hát "Mozart's House" được ra đời. Sau cùng, họ đã chấp thuận ý tưởng thành lập một ban nhạc.
Tên của ban nhạc, Clean Bandit, bắt nguồn từ một cụm từ tiếng Nga (Chatto và Patterson từng sống ở Nga trong một thời gian); với ý nghĩa gần giống với cụm từ "complete bastard" (hoàn toàn là một tên khốn) trong tiếng Anh.

### 2012–nay:New Eyes
Vào tháng 12 năm 2012, ban nhạc cho phát hành đĩa đơn đầu tay mang tên "A+E", đạt đến vị trí thứ 100 trên UK Singles Chart. Bài hát được xem là đĩa đơn đầu tiên trích từ album phòng thu đầu tay New Eyes, được ấn định phát hành vào ngày 2 tháng 6 năm 2014 thông qua hãng Atlantic Records UK. Vào ngày 29 tháng 2 năm 2012, nhóm cho phát hành video trực tuyến cho đĩa đơn "UK Shanty", có sự góp mặt của siêu mẫu Cambridge Lily Cole. Vào ngày 29 tháng 3 năm 2013, họ cho phát hành đĩa đơn thứ hai của album mang tên "Mozart's House" và đạt đến vị trí thứ 17 trên UK Singles Chart, trở thành đĩa đơn đạt đến top 20 đầu tiên của họ. Đĩa đơn thứ 3, "Dust Clears" đạt đến vị trí thứ 43, và đĩa đơn thứ 4, "Rather Be" được phát hành vào ngày 19 tháng 1 năm 2014, vươn đến vị trí quán quân.
Vào ngày 14 tháng 4 năm 2014, ban nhạc xuất hiện trên chương trình Later... with Jools Holland của đài BBC. Vào tháng 5 năm 2014, họ cũng thông báo về chuyến lưu diễn kéo dài 14 ngày tại Anh Quốc.

## Phong cách âm nhạc
Clean Bandit được mô tả là nhóm có phong cách "trộn lẫn", khi hòa lẫn giữa dòng nhạc điện tử hiện đại cùng nhiều yếu tố cổ điển và deep-house. Nhiều bài hát của họ xen lẫn nhiều nhạc phẩm cổ điển từ Beethoven, Dvorak. Nhiều video âm nhạc của họ cũng thể hiện phong cách châm biếm và hài hước.
Clean Bandit sản xuất bài hát cho chính mình và thường xuyên mời những nghệ sĩ khách mời để xuất hiện trong các bài hát của mình. Lúc đầu, nhiều hãng thu âm từ chối ký kết hợp đồng cùng họ khi cho rằng đây chỉ là một "nhóm nhạc đùa cợt."

## Các thành viên
- Jack Patterson – bass guitar, keyboard, hát
- Luke Patterson – trống
- Grace Chatto – cello, hát
- Milan Neil Amin-Smith – vĩ cầm (2009 - 2016)
- Love Ssega - Hát, đàn (2008 - 2010)

## Danh sách đĩa nhạc
- New Eyes (2014)
- What Is Love? (2018)